# DGen
DGen é um emulador para Sega Mega Drive/Genesis focado na portabilidade, rodando em vários sistemas operacionais. É um projeto de código aberto licenciado pelas leis BSD. DGen/SDL é a versão que usa "Simple DirectMedia Layer".

## História
DGen foi escrito originalmente pelo notório desenvolvedor de emuladores "Dave", sendo posteriomene portado para SDL por Joe Groff e Phil K. Hornung no ano de 1998. O projeto ficou abandonado, contudo, durante cerca de 10 anos, quando o desenvolvedor de nick "tamentis" tentou retomar o projeto DGen/SDL, registrando-o no SourceForge e disponibilizando o código da versão 1.23 através de um repositório CVS, além de criar o logo utilizando atualmente. Após mais um período de inatividade, em 2011 o desenvolvedor "zamaz" assumiu o projeto, lançando a última versão, 1.31, em novembro de 2012.

## Características
- Save states
- Modo tela-inteira
- Modo entrelaçado
- Suporte para Game Genie
- Suporte para gamepads
- Leitura de imagens ROMs